# Castanet (Tarn-et-Garonne)
Pour les articles homonymes, voir Castanet.
Ne doit pas être confondu avec Castanet (Tarn).
Castanet est une commune française, située dans le nord-est du département de Tarn-et-Garonne en région Occitanie. Sur le plan historique et culturel, la commune est dans le causse de Caylus, au sud du causse de Limogne, occupant une situation de carrefour à la limite du Quercy et du Rouergue.
Exposée à un climat océanique altéré, elle est drainée par la Baye, l'Assou, le ruisseau de Ferran et par divers autres petits cours d'eau. La commune possède un patrimoine naturel remarquable composé d'une zone naturelle d'intérêt écologique, faunistique et floristique.
Castanet est une commune rurale qui compte 275 habitants en 2022, après avoir connu un pic de population de 1 137 habitants en 1806.  Elle fait partie de l'aire d'attraction de Villefranche-de-Rouergue. Ses habitants sont appelés les Castanetais ou  Castanetaises.

## Géographie

### Localisation
Commune située dans le Quercy. Elle est limitrophe du département de l'Aveyron.
Sur la commune passe la Baye.

### Communes limitrophes
Les communes limitrophes sont  Ginals, La Rouquette, Monteils, Najac, Parisot et Vailhourles.
|         | Vailhourles (Aveyron) | La Rouquette (Aveyron) |
| Parisot | Castanet              | Monteils (Aveyron)     |
| Ginals  | Najac (Aveyron)       |                        |

### Géologie et relief
Le point culminant du département de Tarn-et-Garonne, d'une altitude de 504 mètres se situe sur la commune au sud du bourg, au lieu-dit du Pech Maurel.

### Hydrographie

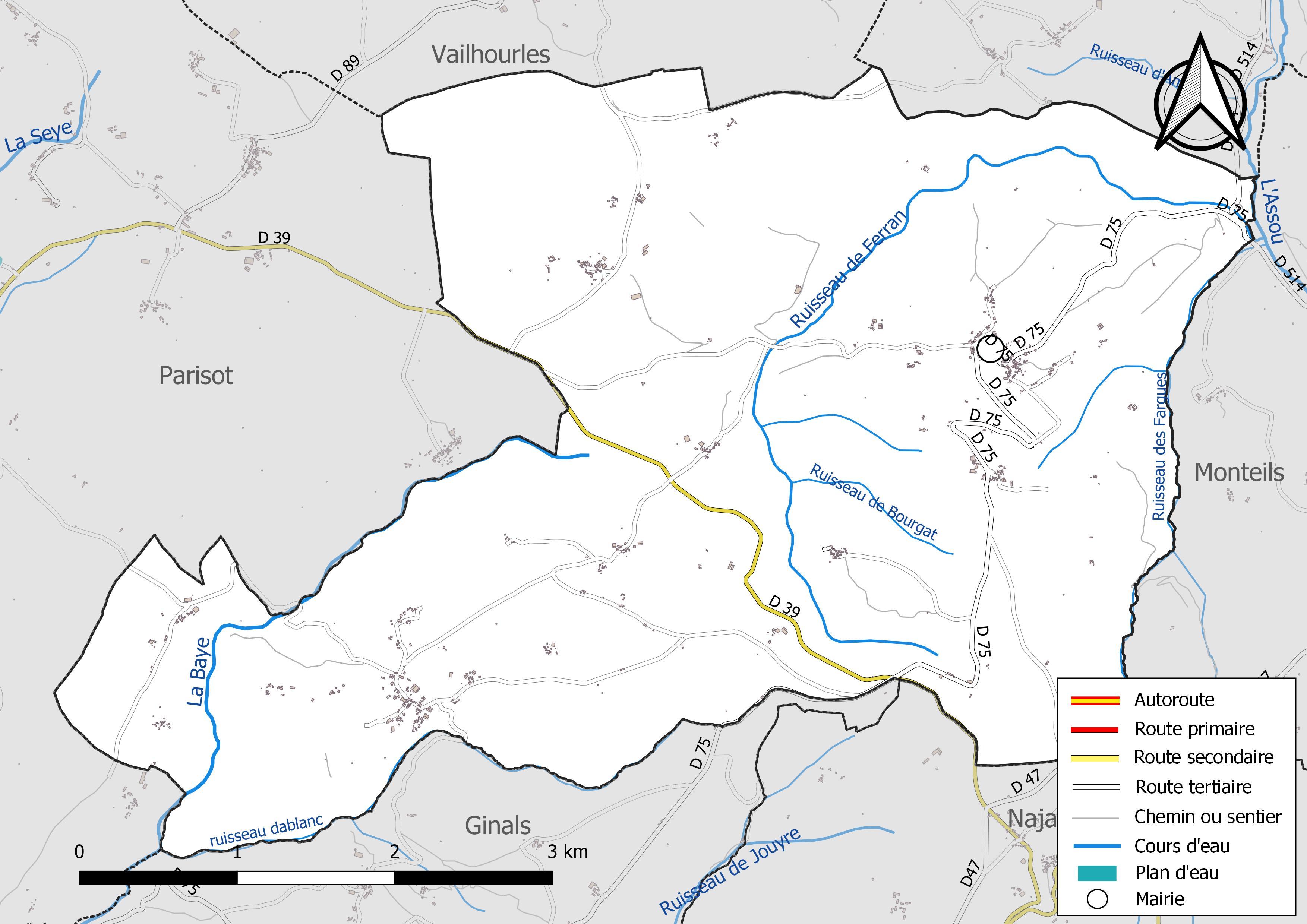
Réseaux hydrographique et routier de Castanet.

La commune est dans le bassin versant de la Garonne, au sein du bassin hydrographique Adour-Garonne. Elle est drainée par la Baye, l'Assou (affluent de l'Aveyron)Assou, le ruisseau de Ferran, le ruisseau dablanc, le ruisseau de Bourgat, le ruisseau des Fargues et par deux petits cours d'eau, constituant un réseau hydrographique de 16 km de longueur totale,.
La Baye, d'une longueur totale de 15 km, prend sa source dans la commune de Castanet et s'écoule du nord-est au sud-ouest. Elle traverse la commune et se jette dans l'Aveyron à Varen, après avoir traversé 6 communes.
L'Assou, d'une longueur totale de 14 km, prend sa source dans la commune de Martiel et s'écoule du nord-est au sud-ouest. Il traverse la commune et se jette dans l'Aveyron à Monteils, après avoir traversé 6 communes.

### Climat
Pour des articles plus généraux, voir Climat de l'Occitanie et Climat de Tarn-et-Garonne.
En 2010, le climat de la commune est de type climat océanique altéré, selon une étude du Centre national de la recherche scientifique s'appuyant sur une série de données couvrant la période 1971-2000. En 2020, Météo-France publie une typologie des climats de la France métropolitaine dans laquelle la commune est toujours exposée à un climat océanique altéré et est dans une zone de transition entre les régions climatiques « Aquitaine, Gascogne » et « Ouest et nord-ouest du Massif Central ».
Pour la période 1971-2000, la température annuelle moyenne est de 12 °C, avec une amplitude thermique annuelle de 15,7 °C. Le cumul annuel moyen de précipitations est de 962 mm, avec 11,2 jours de précipitations en janvier et 6 jours en juillet. Pour la période 1991-2020, la température moyenne annuelle observée sur la station météorologique de Météo-France la plus proche, « Monteils », sur la commune de Monteils à 4 km à vol d'oiseau, est de 12,8 °C et le cumul annuel moyen de précipitations est de 898,8 mm. 
La température maximale relevée sur cette station est de 41,8 °C, atteinte le 23 août 2023 ; la température minimale est de −15,7 °C, atteinte le 6 février 2012,,.
Les paramètres climatiques de la commune ont été estimés pour le milieu du siècle (2041-2070) selon différents scénarios d'émission de gaz à effet de serre à partir des nouvelles projections climatiques de référence DRIAS-2020. Ils sont consultables sur un site dédié publié par Météo-France en novembre 2022.

### Milieux naturels et biodiversité

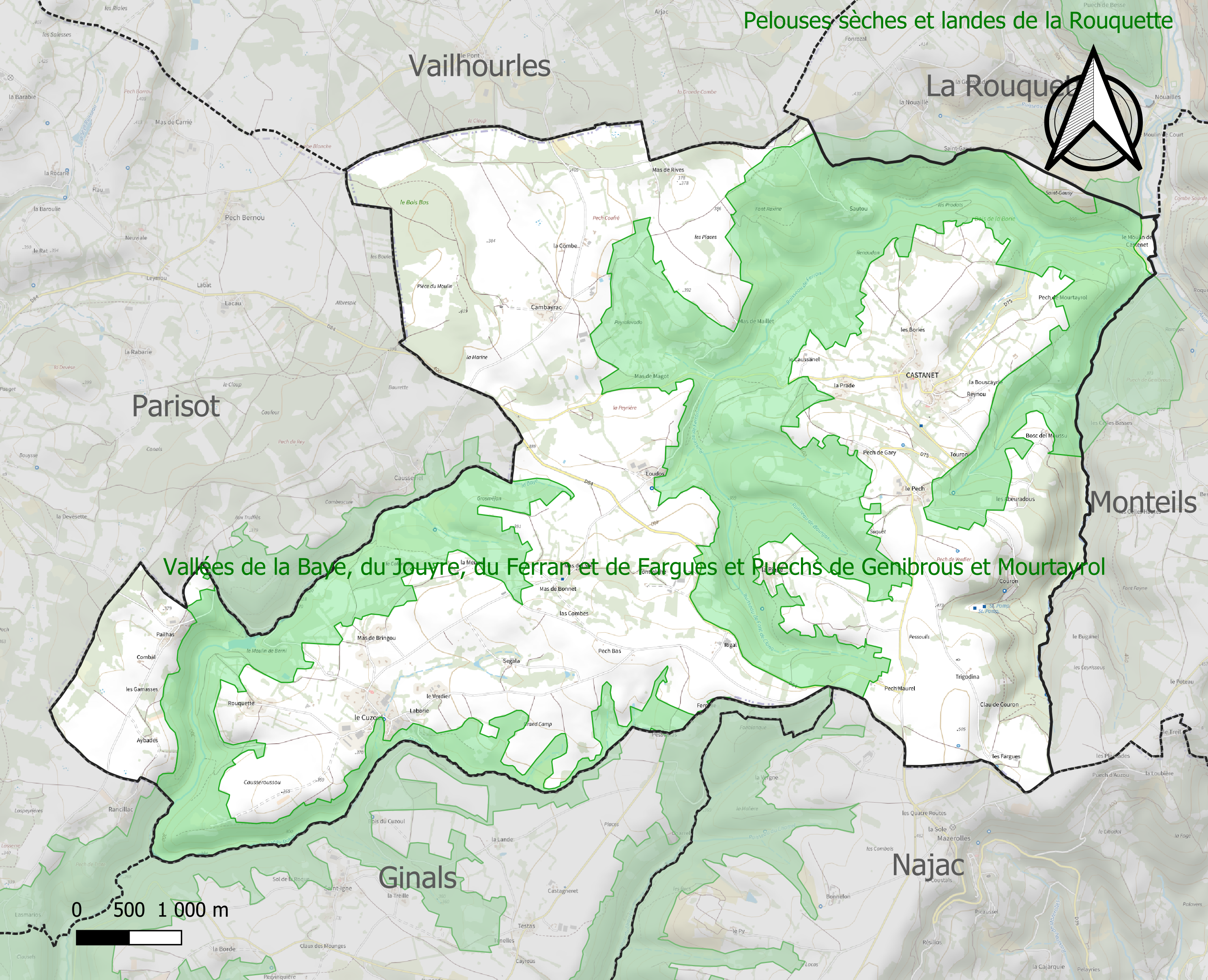
Carte de la ZNIEFF de type 1 localisée sur la commune.

L’inventaire des zones naturelles d'intérêt écologique, faunistique et floristique (ZNIEFF) a pour objectif de réaliser une couverture des zones les plus intéressantes sur le plan écologique, essentiellement dans la perspective d’améliorer la connaissance du patrimoine naturel national et de fournir aux différents décideurs un outil d’aide à la prise en compte de l’environnement dans l’aménagement du territoire.
Une ZNIEFF de type 1 est recensée sur la commune :
les « vallées de la Baye, du Jouyre, du Ferran et de Fargues et puechs de Genibrous et Mourtayrol » (2 797 ha), couvrant 8 communes dont trois dans l'Aveyron et cinq dans le Tarn-et-Garonne.

## Urbanisme

### Typologie
Au 1er janvier 2024, Castanet est catégorisée commune rurale à habitat très dispersé, selon la nouvelle grille communale de densité à sept niveaux définie par l'Insee en 2022.
Elle est située hors unité urbaine. Par ailleurs la commune fait partie de l'aire d'attraction de Villefranche-de-Rouergue, dont elle est une commune de la couronne,. Cette aire, qui regroupe 34 communes, est catégorisée dans les aires de moins de 50 000 habitants,.

### Occupation des sols
L'occupation des sols de la commune, telle qu'elle ressort de la base de données européenne d’occupation biophysique des sols Corine Land Cover (CLC), est marquée par l'importance des territoires agricoles (69,7 % en 2018), une proportion identique à celle de 1990 (69,7 %). La répartition détaillée en 2018 est la suivante : 
zones agricoles hétérogènes (36,8 %), forêts (30,3 %), prairies (26,3 %), terres arables (6,5 %). L'évolution de l’occupation des sols de la commune et de ses infrastructures peut être observée sur les différentes représentations cartographiques du territoire : la carte de Cassini (XVIIIe siècle), la carte d'état-major (1820-1866) et les cartes ou photos aériennes de l'IGN pour la période actuelle (1950 à aujourd'hui).

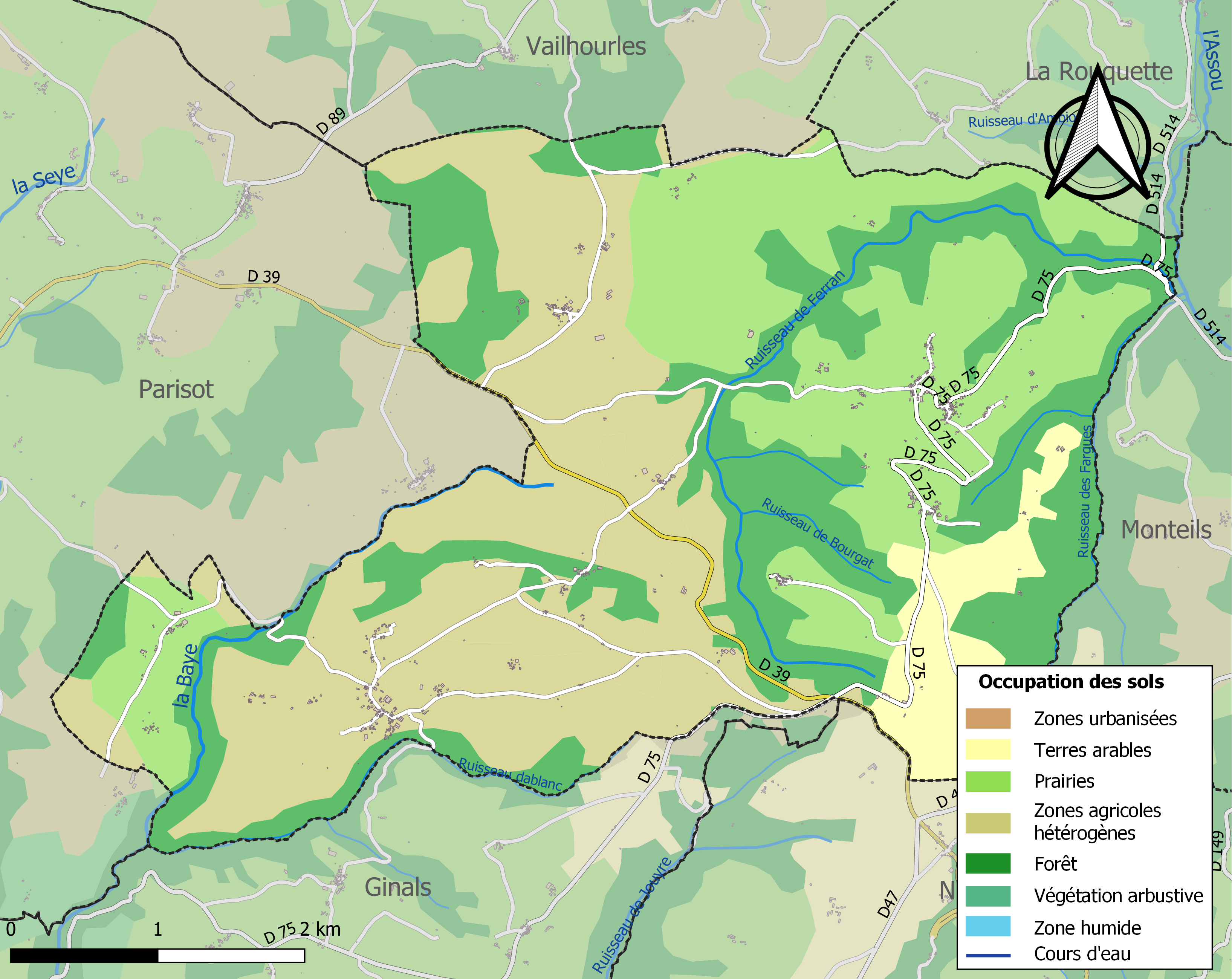
Carte des infrastructures et de l'occupation des sols de la commune en 2018 (CLC).

### Risques majeurs
Le territoire de la commune de Castanet est vulnérable à différents aléas naturels : météorologiques (tempête, orage, neige, grand froid, canicule ou sécheresse), inondations, feux de forêts, mouvements de terrains et séisme (sismicité très faible). Il est également exposé à un risque technologique,  le transport de matières dangereuses. Un site publié par le BRGM permet d'évaluer simplement et rapidement les risques d'un bien localisé soit par son adresse soit par le numéro de sa parcelle.

#### Risques naturels
Certaines parties du territoire communal sont susceptibles d’être affectées par le risque d’inondation par débordement de cours d'eau, notamment l'Assou et la Baye. La cartographie des zones inondables en ex-Midi-Pyrénées réalisée dans le cadre du XIe Contrat de plan État-région, visant à informer les citoyens et les décideurs sur le risque d’inondation, est accessible sur le site de la DREAL Occitanie. La commune a été reconnue en état de catastrophe naturelle au titre des dommages causés par les inondations et coulées de boue survenues en 1982 et 1999,.
Castanet est exposée au risque de feu de forêt du fait de la présence sur son territoire . Le département de Tarn-et-Garonne présentant toutefois globalement un niveau d’aléa moyen à faible très localisé, aucun Plan départemental de protection des forêts contre les risques d’incendie de forêt (PFCIF) n'a été élaboré. Le débroussaillement aux abords des maisons constitue l’une des meilleures protections pour les particuliers contre le feu,.

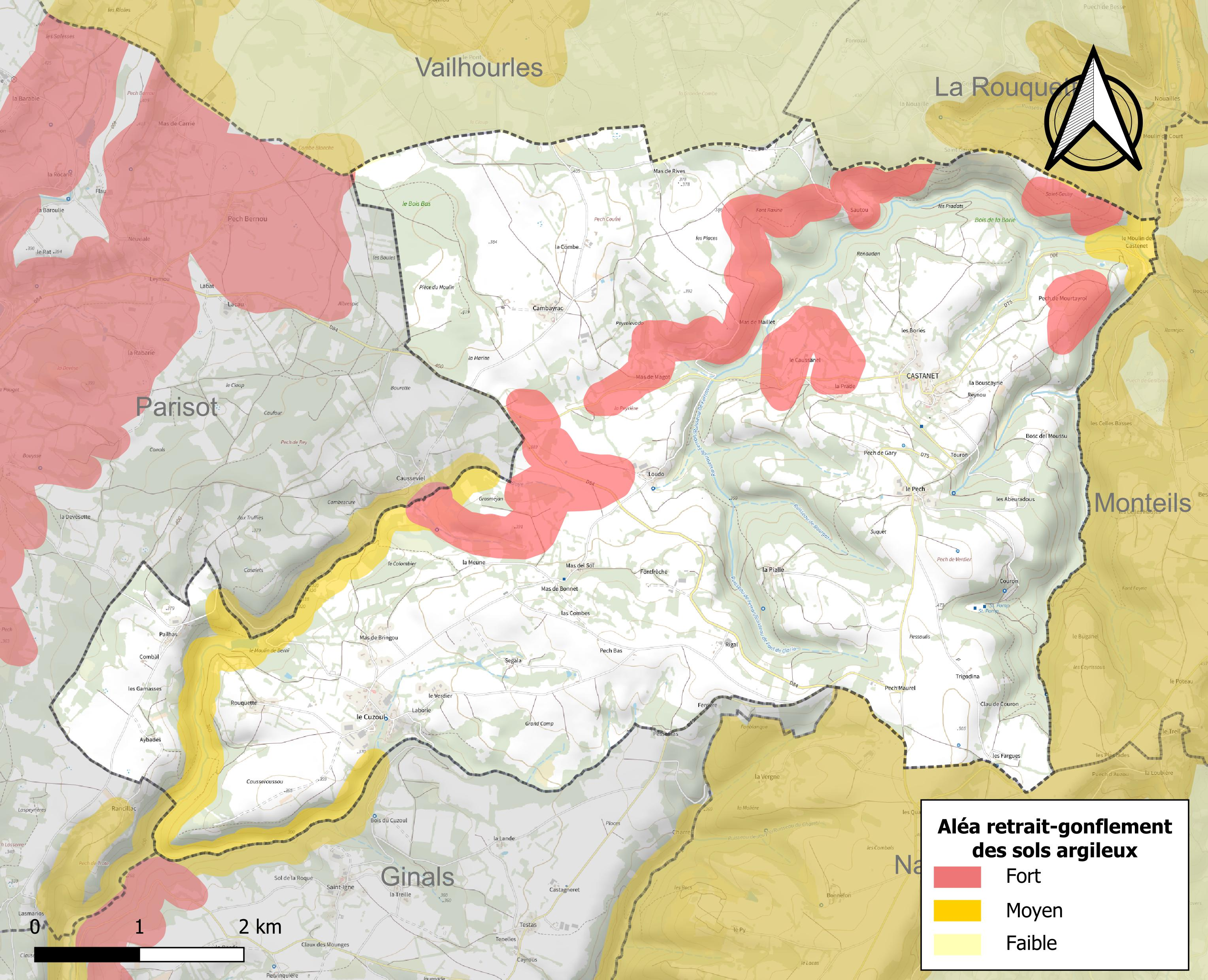
Carte des zones d'aléa retrait-gonflement des sols argileux de Castanet.

Les mouvements de terrains susceptibles de se produire sur la commune sont des tassements différentiels.
Le retrait-gonflement des sols argileux est susceptible d'engendrer des dommages importants aux bâtiments en cas d’alternance de périodes de sécheresse et de pluie. 15,7 % de la superficie communale est en aléa moyen ou fort (92 % au niveau départemental et 48,5 % au niveau national). Sur les 208 bâtiments dénombrés sur la commune en 2019, 9 sont en aléa moyen ou fort, soit 4 %, à comparer aux 96 % au niveau départemental et 54 % au niveau national. Une cartographie de l'exposition du territoire national au retrait gonflement des sols argileux est disponible sur le site du BRGM,.
Par ailleurs, afin de mieux appréhender le risque d’affaissement de terrain, l'inventaire national des cavités souterraines permet de localiser celles situées sur la commune.
Concernant les mouvements de terrains, la commune a été reconnue en état de catastrophe naturelle au titre des dommages causés par la sécheresse en 2018 et par des mouvements de terrain en 1999.

#### Risques technologiques
Le risque de transport de matières dangereuses sur la commune est lié à sa traversée par des infrastructures routières ou ferroviaires importantes ou la présence d'une canalisation de transport d'hydrocarbures. Un accident se produisant sur de telles infrastructures est susceptible d’avoir des effets graves sur les biens, les personnes ou l'environnement, selon la nature du matériau transporté. Des dispositions d’urbanisme peuvent être préconisées en conséquence.

## Toponymie
Formé avec le nom latin castanea, "châtaigne", et le suffixe collectif -etum, Castanet signifie « la châtaigneraie ».

## Politique et administration
| Période | Période  | Identité             | Étiquette | Qualité |
| ------- | -------- | -------------------- | --------- | ------- |
| 1792    | 1795     | Jean Maisonhaute     |           |         |
| 1795    | 1796     | Jean Moulhac         |           |         |
| 1796    | 1798     | François Verdier     |           |         |
| 1798    | 1800     | Jean Fraissines      |           |         |
| 1800    | 1809     | Pierre Noailles      |           |         |
| 1809    | 1826     | François Bosc        |           |         |
| 1826    | 1838     | Philippe Andissac    |           |         |
| 1838    | 1867     | Jean-Charles Bach    |           |         |
| 1867    | 1872     | Cyprien Dinthillac   |           |         |
| 1872    | 1898     | François Marty       |           |         |
| 1898    | 1908     | Casimir Bach         |           |         |
| 1908    | 1925     | Jean-Pierre Loupias  |           |         |
| 1925    | 1935     | Elie Dinthillac      |           |         |
| 1935    | 1971     | Gabriel Castagné     |           |         |
| 1971    | 1995     | Jean-Claude Castagné | DVG       |         |
| 1995    | 2014     | René Gibergues       |           |         |
| 2014    | En cours | Michel Tabarly       |           |         |

## Population et société

### Démographie
L'évolution du nombre d'habitants est connue à travers les recensements de la population effectués dans la commune depuis 1793. Pour les communes de moins de 10 000 habitants, une enquête de recensement portant sur toute la population est réalisée tous les cinq ans, les populations de référence des années intermédiaires étant quant à elles estimées par interpolation ou extrapolation. Pour la commune, le premier recensement exhaustif entrant dans le cadre du nouveau dispositif a été réalisé en 2005.

En 2022, la commune comptait 275 habitants, en évolution de −4,51 % par rapport à 2016 (Tarn-et-Garonne : +3,12 %, France hors Mayotte : +2,11 %).
| 1793 | 1800 | 1806  | 1821 | 1831 | 1836 | 1841 | 1846 | 1851 |
| ---- | ---- | ----- | ---- | ---- | ---- | ---- | ---- | ---- |
| 607  | 550  | 1 137 | 900  | 896  | 861  | 845  | 862  | 893  |

| 1856 | 1861 | 1866 | 1872 | 1876 | 1881 | 1886 | 1891 | 1896 |
| ---- | ---- | ---- | ---- | ---- | ---- | ---- | ---- | ---- |
| 864  | 852  | 818  | 894  | 930  | 930  | 917  | 811  | 746  |

| 1901 | 1906 | 1911 | 1921 | 1926 | 1931 | 1936 | 1946 | 1954 |
| ---- | ---- | ---- | ---- | ---- | ---- | ---- | ---- | ---- |
| 700  | 647  | 589  | 527  | 502  | 501  | 468  | 435  | 379  |

| 1962 | 1968 | 1975 | 1982 | 1990 | 1999 | 2005 | 2006 | 2010 |
| ---- | ---- | ---- | ---- | ---- | ---- | ---- | ---- | ---- |
| 348  | 310  | 274  | 275  | 240  | 222  | 238  | 233  | 241  |

| 2015 | 2020 | 2022 | - | - | - | - | - | - |
| ---- | ---- | ---- | - | - | - | - | - | - |
| 282  | 277  | 275  | - | - | - | - | - | - |

## Économie

### Revenus
En 2018, la commune compte 106 ménages fiscaux, regroupant 232 personnes. La médiane du revenu disponible par unité de consommation est de 21 310 € (20 140 € dans le département).

### Emploi
|                | 2008  | 2013   | 2018   |
| -------------- | ----- | ------ | ------ |
| Commune        | 5,8 % | 7,9 %  | 6,3 %  |
| Département    | 8,4 % | 10,2 % | 10,3 % |
| France entière | 8,3 % | 10 %   | 10 %   |

En 2018, la population âgée de 15 à 64 ans s'élève à 146 personnes, parmi lesquelles on compte 64,7 % d'actifs (58,4 % ayant un emploi et 6,3 % de chômeurs) et 35,3 % d'inactifs,. Depuis 2008, le taux de chômage communal (au sens du recensement) des 15-64 ans est inférieur à celui de la France et du département.
La commune fait partie de la couronne de l'aire d'attraction de Villefranche-de-Rouergue, du fait qu'au moins 15 % des actifs travaillent dans le pôle,. Elle compte 55 emplois en 2018, contre 48 en 2013 et 47 en 2008. Le nombre d'actifs ayant un emploi résidant dans la commune est de 92, soit un indicateur de concentration d'emploi de 60,1 % et un taux d'activité parmi les 15 ans ou plus de 40,7 %.
Sur ces 92 actifs de 15 ans ou plus ayant un emploi, 37 travaillent dans la commune, soit 40 % des habitants. Pour se rendre au travail, 85,6 % des habitants utilisent un véhicule personnel ou de fonction à quatre roues, 8,9 % s'y rendent en deux-roues, à vélo ou à pied et 5,6 % n'ont pas besoin de transport (travail au domicile).

### Activités hors agriculture
25 établissements sont implantés  à Castanet au 31 décembre 2019.
Le secteur des activités spécialisées, scientifiques et techniques et des activités de services administratifs et de soutien est prépondérant sur la commune puisqu'il représente 24 % du nombre total d'établissements de la commune (6 sur les 25 entreprises implantées  à Castanet), contre 14,1 % au niveau départemental.

### Agriculture
La commune est dans le Rouergue, une petite région agricole située dans le nord-est  du département de Tarn-et-Garonne. En 2020, l'orientation technico-économique de l'agriculture  sur la commune est l'élevage bovin, orientation mixte lait et viande. 
|               | 1988  | 2000  | 2010  | 2020  |
| ------------- | ----- | ----- | ----- | ----- |
| Exploitations | 46    | 22    | 20    | 17    |
| SAU (ha)      | 1 343 | 1 100 | 1 079 | 1 097 |

Le nombre d'exploitations agricoles en activité et ayant leur siège dans la commune est passé de 46 lors du recensement agricole de 1988  à 22 en 2000 puis à 20 en 2010 et enfin à 17 en 2020, soit une baisse de 63 % en 32 ans. Le même mouvement est observé à l'échelle du département qui a perdu pendant cette période 57 % de ses exploitations,. La surface agricole utilisée sur la commune a également diminué, passant de 1 343 ha en 1988 à 1 097 ha en 2020. Parallèlement la surface agricole utilisée moyenne par exploitation a augmenté, passant de 29 à 65 ha.

## Culture locale et patrimoine

### Lieux et monuments
- Château de Cambayrac château classé aux monuments historiques en 2006[33].
- Église Saint-Martin de Castanet. L'édifice est référencé dans la base Mérimée et à l'Inventaire général Région Occitanie[34]. Plusieurs objets sont référencés dans la base Palissy[34].
- Église Saint-Pierre-ès-Liens du Cuzoul. L'édifice est référencé dans la base Mérimée et à l'Inventaire général Région Occitanie[35].
- Chapelle Saint-Étienne de Cambayrac.
- Église Saint-Pierre de Castanet.

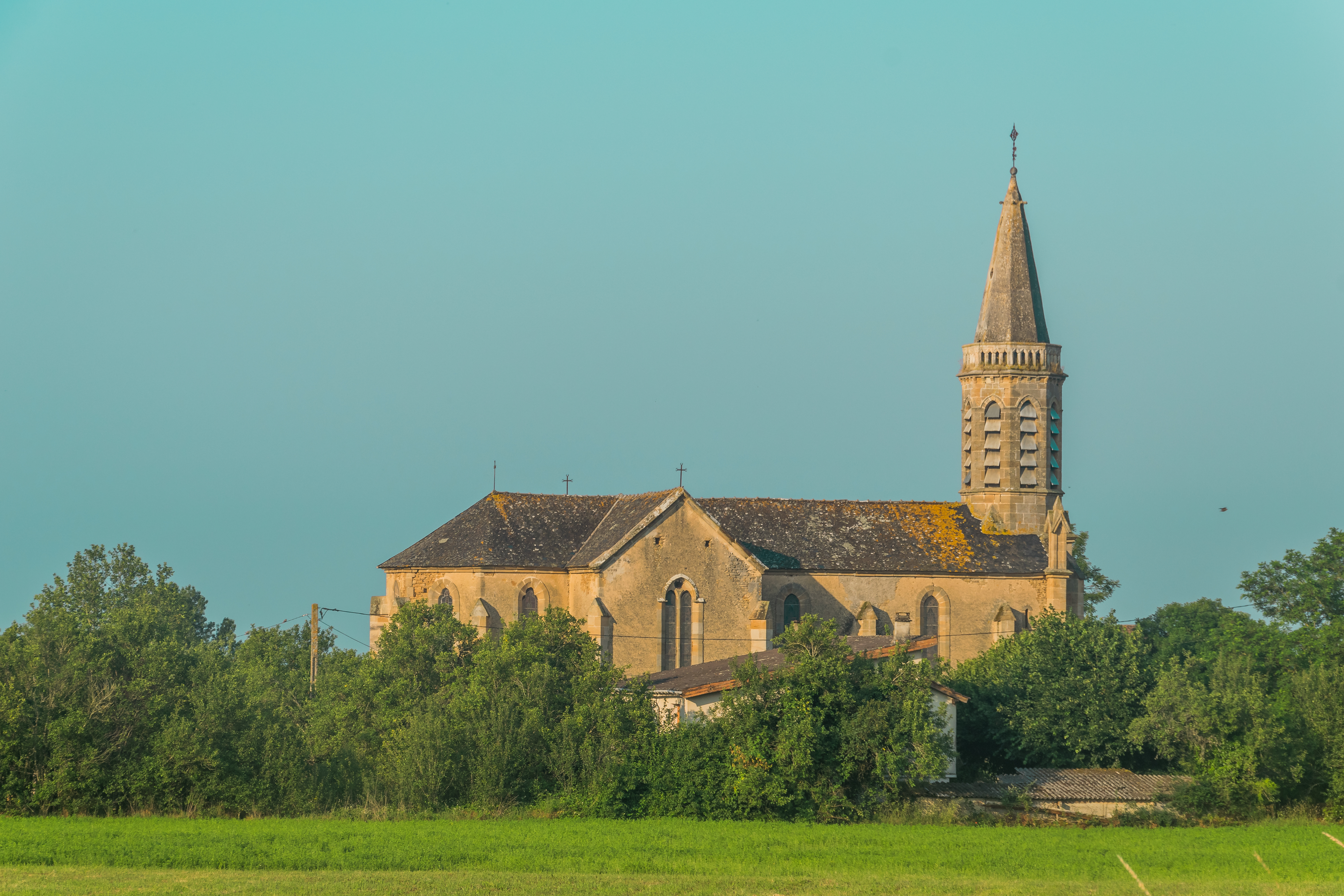
Église Saint-Pierre-ès-Liens du Cuzoul
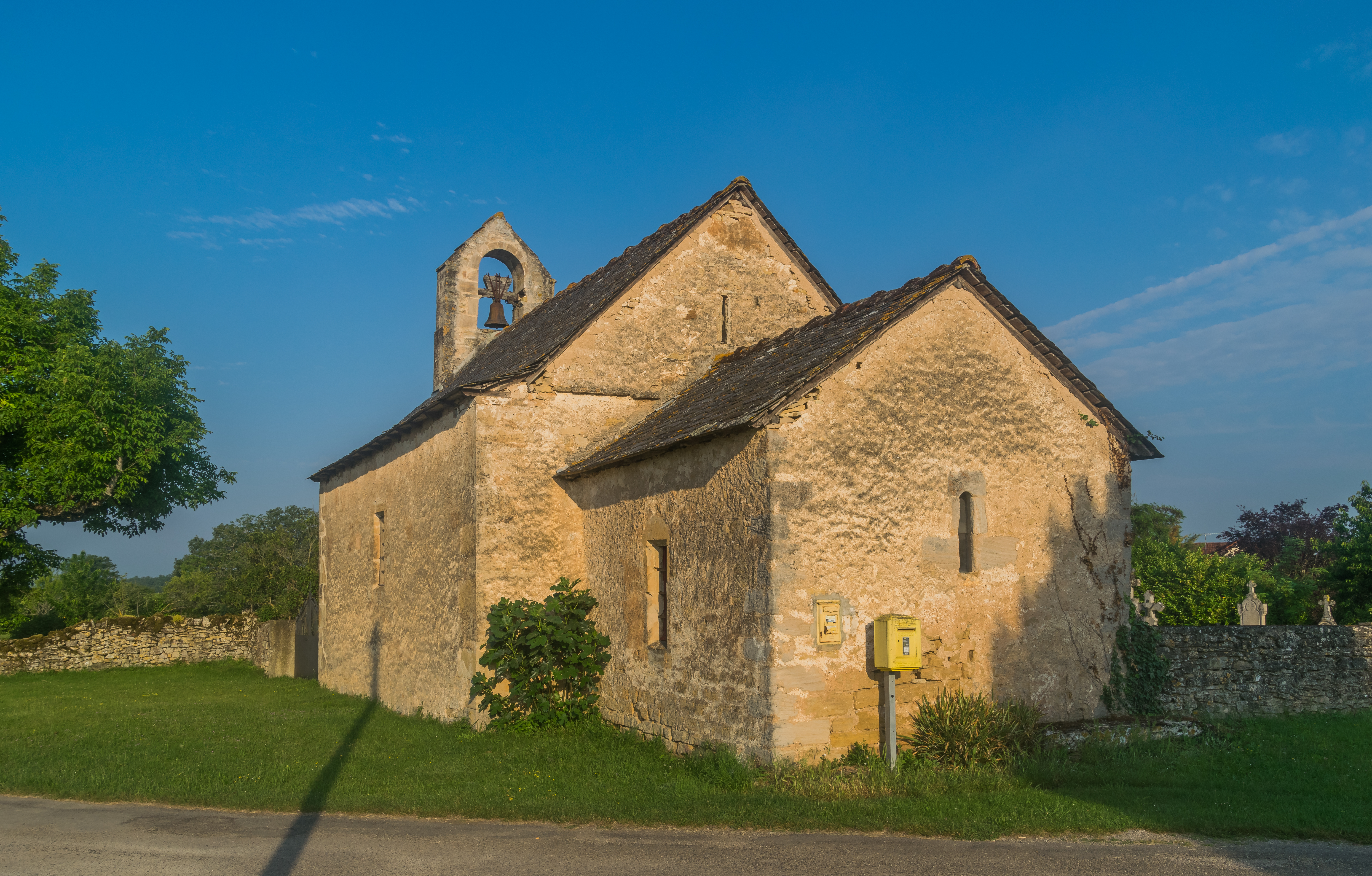
Chapelle Saint-Étienne de Cambayrac

### Personnalités liées à la commune
- Famille d'Armagnac de Castanet
- Famille de La Valette-Parisot

## Pour approfondir